# Újezd (Jestřebí)
Újezd (něm. Ujest) je malá vesnice, část obce Jestřebí v okrese Česká Lípa. Nachází se asi 1,5 km na jihozápad od Jestřebí. Prochází zde silnice I/9. Je zde evidováno 25 adres. Trvale zde žije 24 obyvatel.

## Zajímavosti ze vsi
Újezd leží v katastrálním území Újezd u Jestřebí o rozloze 2 km2. Napříč obcí vede silnice I/9 a je zde kaple Panny Marie, evidované jako kulturní památka České republiky.

## Původ Lobkoviců
V 14. století existoval v Újezdě nevelký statek Martina z Újezda. Měl tři syny. Nejmladší Mikuláš Chudý z Újezda získal vzdělání na pražské univerzitě, pak dobře placené místo písaře v Kutné Hoře, takže si mohl koupit statek Lobkovice (dnes součást města Neratovice). Později získal velké jmění, několik hradů, měl rodinu a stal se, již jako Mikuláš z Lobkovic, zakladatelem šlechtického rodu Lobkoviců.

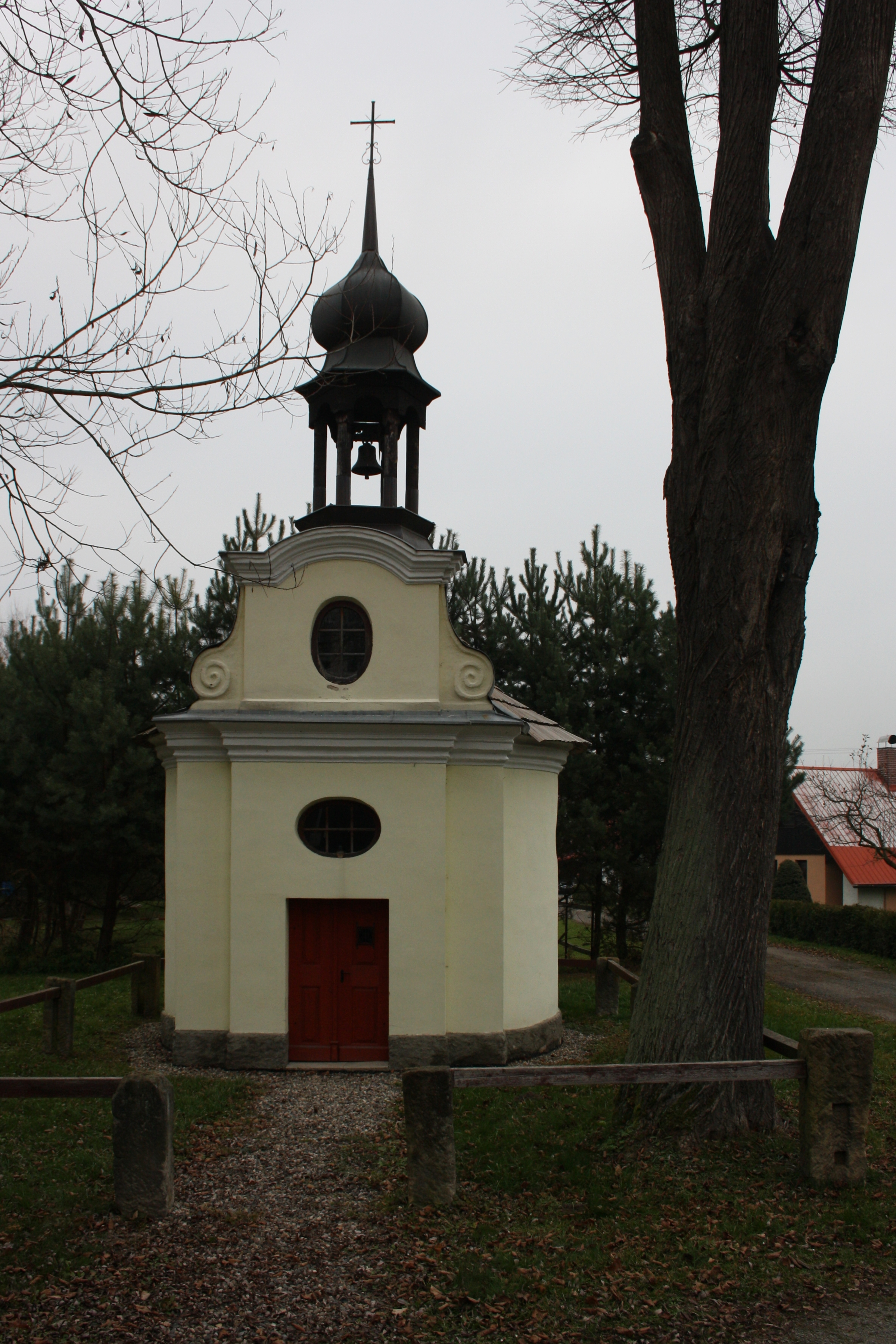
Kaplička v Újezdě